# ماسدورف
ماسدورف (به آلمانی: Maasdorf) یک منطقهٔ مسکونی در آلمان است که در زودلیشس آنهالت واقع شده‌است. ماسدورف  ۳۷۸ نفر جمعیت دارد.